# Cabinet ministériel
Pour les articles homonymes, voir Cabinet.
Das certains pays, le cabinet est la réunion des membres du gouvernement, voir Cabinet (gouvernement)

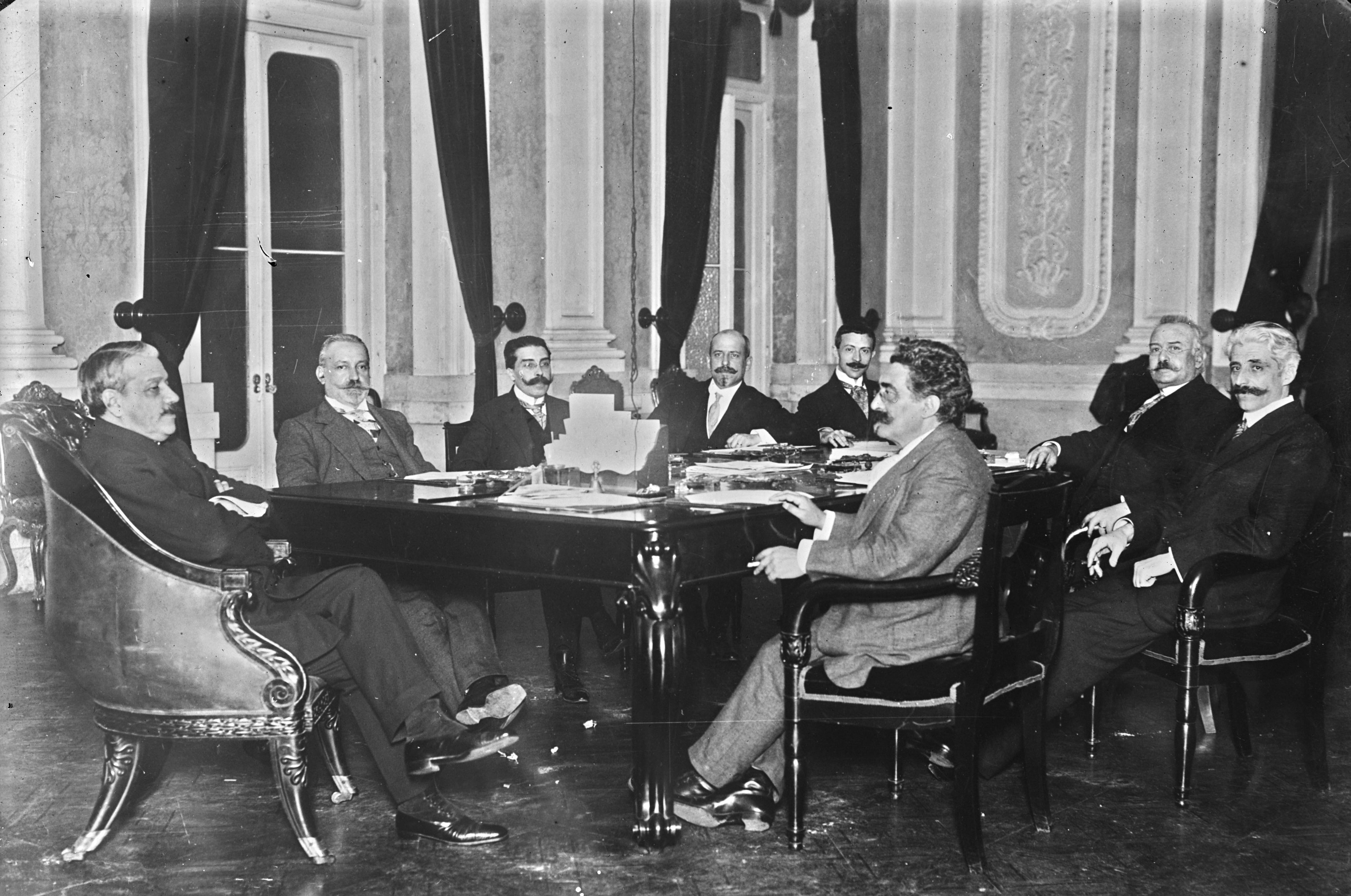
vue d'un cabinet ministériel portugais en 1911

Le cabinet ministériel est l'ensemble des collaborateurs directs d'un membre d'un gouvernement, qui l'assistent dans sa tâche. Le cabinet se situe à l'interface du monde politique et de l'administration dont le ministre est le chef.

## Concept
Le ministre (ou secrétaire d'État ) est aidé dans ses fonctions par une équipe, relativement restreinte, qu'il a le pouvoir de nommer dans le respect des lois et règlements. Cette équipe constitue le cabinet ministériel.
Dans les faits, les cabinets sont généralement composés de fidèles, proches politiques ou collaborateurs. On y trouve des collaborateurs parlementaires, des militants, mais aussi des hauts fonctionnaires recrutés dans le vivier qu'est la haute administration. Du fait de la technicité qu'exige la fonction, le directeur de cabinet est généralement un haut fonctionnaire.
Si la composition du cabinet relève du choix du ministre, tous les cabinets sont dans les faits composés d'un directeur de cabinet (dircab), d'un directeur de cabinet adjoint, d'un chef de cabinet, de conseillers techniques (dont, généralement, au moins un conseiller parlementaire et un conseiller communication). Certains sont aussi composés d'un conseiller spécial et d'un chef de cabinet adjoint.
Le cabinet ministériel étant directement rattaché au ministre, en cas de démission ou limogeage, tous les membres du cabinet sont généralement remplacés. Il arrive toutefois qu'un ministre conserve les collaborateurs du ministre précédent.

## France

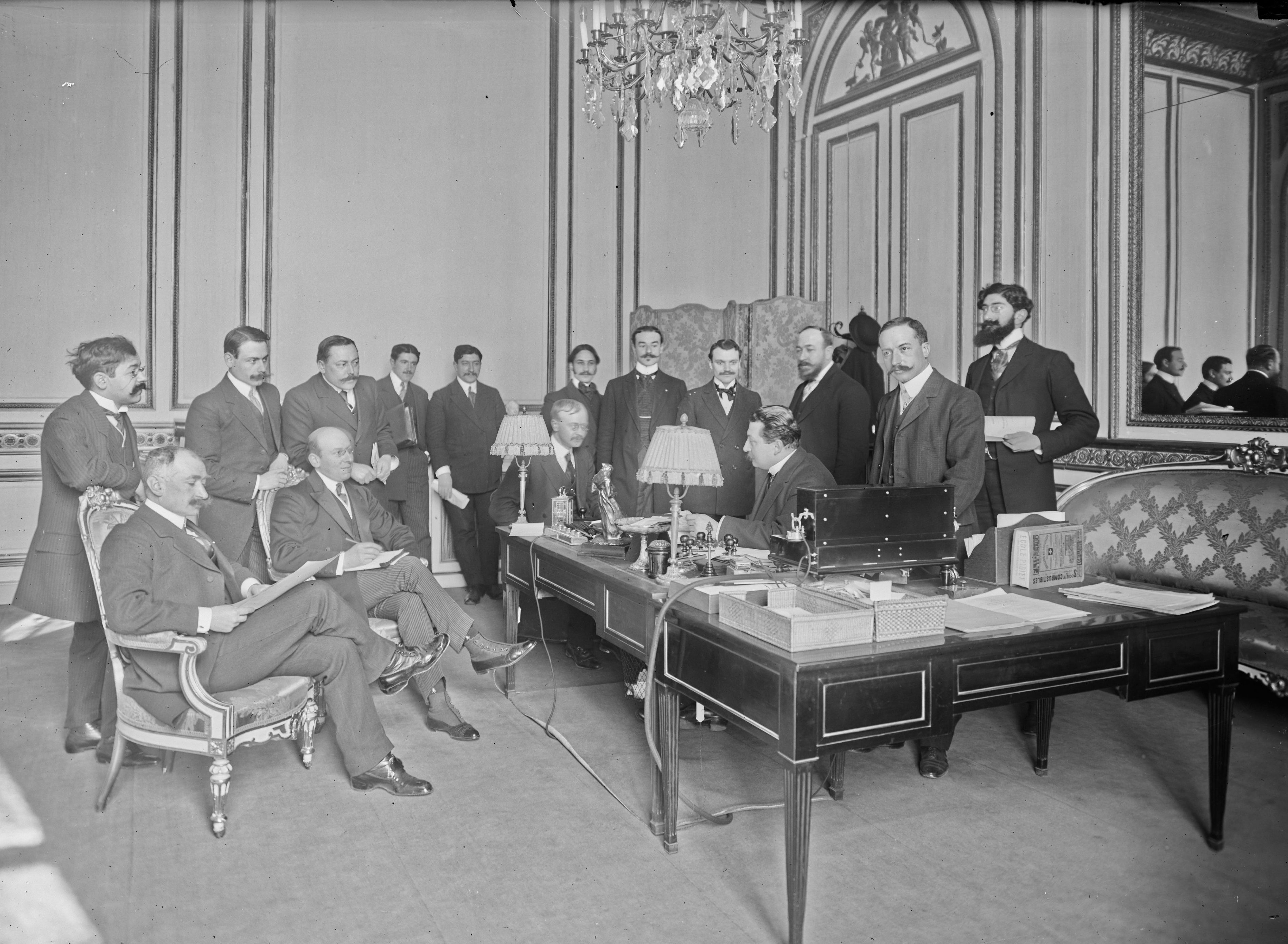
Bureau ministériel, réunion de cabinet, 10 février 1911

Jusqu'à 1791, les ministres n'existent pas[réf. nécessaire]; les décisionnaires sont appelés les secrétaires du roi. Ils disposent d'un « entourage » informel et non réglementé. La Révolution française crée les ministres, mais ne précise rien de leur cabinet. Sous le Premier Empire, le cabinet n'est constitué que d'une « secrétaire intime », qui répond au courrier du ministre. Ce n'est que sous la monarchie de Juillet que les cabinets sont officiellement créés. Ils sont alors peuplés par les conseillers d'État.
Deux décrets, en 1948 et 1951, fixent le nombre de postes autorisé en cabinet ministériel, avec un maximum de dix. Les conditions de recrutement sont lâches : les membres doivent remplir les conditions générales d'accès à la fonction publique. Un nouveau décret entre en vigueur en 1973 pour réglementer la taille des cabinets et leur composition.
Jean-Pierre Azéma remarque que le recrutement, partisan, lié à la circonscription électorale du ministre et aux activités de liaison avec le Parlement jusqu'à la Quatrième République, se modifie sous la Cinquième République. Les cabinets ministériels sont alors principalement peuplés par les hauts fonctionnaires, notamment issus de l'École nationale d'administration, du fait de leurs compétences techniques. Néanmoins, aucun niveau d'étude n'est officiellement requis.
La nomination se fait par un arrêté du Ministre publié au Journal Officiel de la République française.

### Rémunération
Depuis 2001, les membres du cabinet bénéficient d’« indemnités pour sujétions particulières » intégrés à leur fiche de paie. Auparavant, ces bonus non déclarés étaient versés en liquide, et étaient issus des fonds spéciaux,,.
Selon une étude menée par René Dosière, les conseillers ministériels touchaient 7 624 euros brut en moyenne en 2016. Cette année, à l’Intérieur, à la Défense et à l’Éducation nationale, certains collaborateurs étaient mieux rémunérés que leur ministre.

### Déclaration d'intérêt
Depuis les lois relatives à la transparence de la vie publique de 2013, les membres des cabinets ministériels adressent au président de la Haute Autorité pour la transparence de la vie publique une déclaration de situation patrimoniale et une déclaration d'intérêts.
Avec les lois pour la confiance dans la vie politique , les membres de la famille du ministre ne peuvent faire partie de son cabinet, et les autres membres de sa famille peuvent en faire partie, dans ce cas ils sont déclarés à la Haute Autorité pour la transparence de la vie publique.

### Composition
Les cabinets ministériels peuvent comporter les personnes suivantes :
- Directeur du cabinet ;
- conseiller spécial ou conseiller auprès du ministre ;
- directeur adjoint du cabinet ;
- chef et chef adjoint du cabinet ;
- conseiller et conseiller technique, dont, généralement, au moins un conseiller parlementaire et un conseiller communication ;
- chargés de mission ;
- autres collaborateurs (cette dernière catégorie regroupe par exemple des fonctions de chef du secrétariat particulier)[16].

La limite du nombre de membres du cabinet est variable, en janvier 2025 elle est fixée à :
- quinze membres pour le cabinet d'un ministre ;
- dix membres pour le cabinet d'un ministre délégué.

Il peut être dérogé à ces seuils, pour certains ministères, lorsque l'actualité le justifie (pandémie de Covid-19, organisation des jeux olympiques et paralympiques). Il arrive rarement, dans la pratique, que ces règles soient contournées[réf. nécessaire].
Depuis 2017, les nominations sont soumises au Premier ministre.
Selon une inspection conduite en 2007, une taille trop importante des cabinets revient à reproduire la structure de l’administration, cette inspection avait proposé de réduire l’effectif de chaque cabinet, et que le cabinet soit unique pour le ministre de plein exercice, ses éventuels ministres délégués et secrétaires d’État. Jean Pisani-Ferry considère en 2014 nécessaire une simplification des relations au sein du pouvoir exécutif et une rationalisation de la gestion des cabinets ministériels en en réduisant le nombre.
Le nombre de membres du cabinet est de  488 au 1er août 2023.
Au 1er juillet 2006, 56% des membres officiels de cabinet sont affectés par leur ministère d’origine ou mis à disposition par d’autres ministères ; les autres sont des contractuels dont le contrat prend fin avec le départ du ministre.

#### Sociologie
La participation à un cabinet ministériel n'exige pas d'être haut fonctionnaire, quoique ceux-ci soient très nombreux dans les cabinets. Les anciens élèves de l'École nationale d'administration/Institut national du service public composent 11 % des membres de cabinets ministériels en 1958, puis 18 % en 1962, et continue d'augmenter pour atteindre autour de 70 % durant les années 2000.

#### Parité
Au 1er août 2018 (Gouvernement Édouard Philippe (2)), 37 % des 311 conseillers ministériels étaient des femmes.
Selon la loi du 19 juillet 2023 visant à renforcer l'accès des femmes aux responsabilités dans la fonction publique, les nominations dans les emplois des cabinets ministériels devront respecter la parité à compter du 1er janvier 2026. Une circulaire du 20 juillet 2023 (après un remaniement du Gouvernement Élisabeth Borne) impose un objectif intérimaire d’une proportion minimale de 40 % de personnes du sexe. Selon une étude publiée par Les Décodeurs, sur près de 400 membres de cabinets ministériels nommés au 7 mars 2024 (Gouvernement Gabriel Attal), la part des femmes frôle 42 %.

#### Fonctions support
En plus des membres du cabinet, des personnes sont chargées des fonctions support, concourant au fonctionnement des cabinets :
- protection du ministre ;
- sécurité des bâtiments ;
- assistance (administration, courrier, secrétariat…) ;
- intendance (cuisine, hôtellerie…) ;
- logistique (chauffeur)

Les effectifs s’élevaient à 2 238 agents au 1er août 2023.

#### Exemple
Le tableau suivant dresse, pour exemple, les effectifs physique du cabinet de Bruno Le Maire, ministre de l'économie et des finances et de la souveraineté industrielle et numérique
|                                          | Effectif |
| ---------------------------------------- | -------- |
| Membres du cabinet                       | 15       |
| Directeur                                | 1        |
| Directeur-adjoint                        | 2        |
| Chef et chef-adjoint                     | 1        |
| Conseiller et conseiller technique       | 11       |
| Autres                                   | 0        |
| Personnels chargés des fonctions support | 51       |
| Protection du ministre                   | 3        |
| Sécurité des bâtiments                   | 2        |
| Assistance                               | 31       |
| Intendance                               | 9        |
| Logistique                               | 6        |

### Coût du cabinet
Selon René Dosière, le coût d’un ministre et de son cabinet (du temps du Gouvernement François Fillon) est de 17 millions d’euros par an. Le poste le plus important est celui du personnel,.
| Présidence               | Gouvernement             | Année     | Membres de cabinet | Fonctions support | Source |
| ------------------------ | ------------------------ | --------- | ------------------ | ----------------- | ------ |
| Charles de Gaulle        | Michel Debré             | 1959-1962 | 262                |                   | [ 31 ] |
| Charles de Gaulle        | Georges Pompidou III     | 1962-1966 | 283                |                   | [ 31 ] |
| Georges Pompidou         | Jacques Chaban-Delmas    | 1969-1972 | 317                |                   | [ 31 ] |
| Georges Pompidou         | Pierre Messmer II        | 1972-1973 | 340                |                   | [ 31 ] |
| Valéry Giscard d'Estaing | Jacques Chirac I         | 1974-1976 | 203                |                   | [ 31 ] |
| Valéry Giscard d'Estaing | Raymond Barre III        | 1978-1981 | 200                |                   | [ 31 ] |
| François Mitterrand      | Pierre Mauroy I          | 1981-1981 | 417                |                   | [ 31 ] |
| François Mitterrand      | Laurent Fabius           | 1984-1986 | 314                |                   | [ 31 ] |
| François Mitterrand      | Jacques Chirac II        | 1986-1988 | 289                |                   | [ 31 ] |
| François Mitterrand      | Michel Rocard II         | 1988-1991 | 382                |                   | [ 31 ] |
| François Mitterrand      | Édith Cresson            | 1991-1992 | 376                |                   | [ 31 ] |
| François Mitterrand      | Pierre Bérégovoy         | 1992-1993 | 435                |                   | [ 31 ] |
| François Mitterrand      | Édouard Balladur         | 1993-1995 | 356                |                   | [ 31 ] |
| Jacques Chirac           | Alain Juppé I            | 1995      | 392                |                   | [ 31 ] |
| Jacques Chirac           | Lionel Jospin            | 1997-02   | 584                |                   | [ 31 ] |
| Jacques Chirac           | Jean-Pierre Raffarin II  | 2002-05   | 685                |                   | [ 31 ] |
| Jacques Chirac           | Dominique de Villepin    | 2005-07   | 652                |                   | [ 31 ] |
| Nicolas Sarkozy          | François Fillon II       | 2007      | 553                | 2411              | [ 32 ] |
| Nicolas Sarkozy          | François Fillon II       | 2008      | 652                | 2696              | [ 32 ] |
| Nicolas Sarkozy          | François Fillon II       | 2009      | 652                | 2678              | [ 32 ] |
| Nicolas Sarkozy          | François Fillon II       | 2010      | 616                | 2853              | [ 32 ] |
| Nicolas Sarkozy          | François Fillon III      | 2011      | 511                | 2520              | [ 32 ] |
| François Hollande        | Jean-Marc Ayrault II     | 2012      | 525                | 2378              | [ 32 ] |
| François Hollande        | Jean-Marc Ayrault II     | 2013      | 565                | 2471              | [ 32 ] |
| François Hollande        | Manuel Valls I           | 2014      | 461                | 2306              | [ 32 ] |
| François Hollande        | Manuel Valls II          | 2015      | 495                | 2334              | [ 32 ] |
| François Hollande        | Manuel Valls II          | 2016      | 563                | 2420              | [ 32 ] |
| Emmanuel Macron          | Édouard Philippe I et II | 2017      | 300                | 2040              | [ 32 ] |
| Emmanuel Macron          | Édouard Philippe I et II | 2018      | 311                | 2066              | [ 32 ] |
| Emmanuel Macron          | Édouard Philippe I et II | 2019      | 324                | 2092              | [ 32 ] |
| Emmanuel Macron          | Jean Castex              | 2020      | 354                | 1959              | [ 32 ] |
| Emmanuel Macron          | Jean Castex              | 2021      | 570                | 2302              | [ 33 ] |
| Emmanuel Macron          | Élisabeth Borne          | 2022      | 514                | 2115              | [ 34 ] |
| Emmanuel Macron          | Élisabeth Borne          | 2023      | 488                | 2238              | [ 22 ] |

Pour des raisons techniques, il est temporairement impossible d'afficher le graphique qui aurait dû être présenté ici.

Pour des raisons techniques, il est temporairement impossible d'afficher le graphique qui aurait dû être présenté ici.